# 李烈钧
李烈钧（1882年2月23日—1946年2月20日），字协和，号侠黄，江西省南昌府武宁县罗溪人。清末及中華民国大陆时期军事将领、政治人物。中国同盟会、中国国民党成员。

## 生平

### 清末的事迹

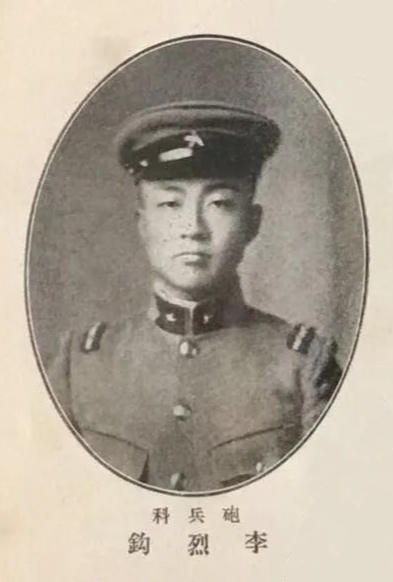
留学日本陆军士官学校时的李烈钧

1902年（光緒28年），李烈钧入江西武備学堂。1904年（光緒30年）冬，赴日本留学，入東京振武学校习炮科，两年后毕业，入四国炮兵第十二联队实习一年，1907年（光緒33年），入陸軍士官学校第六期炮兵科学习砲術。同期的留学生有閻錫山、李根源、唐继尧、程潜等人。在日本留学期间，李烈钧与革命派的思想产生共鳴，乃加入中国同盟会，又参加了北洋系的武学社。
1908年（光緒34年），自陸軍士官学校毕业归国后，任江西新军第二十七混成協第54標第1营管带。曾因宣传反清思想而一度遭拘禁。1909年（宣統元年），赴昆明，任雲南陸軍講武堂教官。此外，他还担任陆军小学堂总办，兼兵备道提调。

### 辛亥革命、二次革命

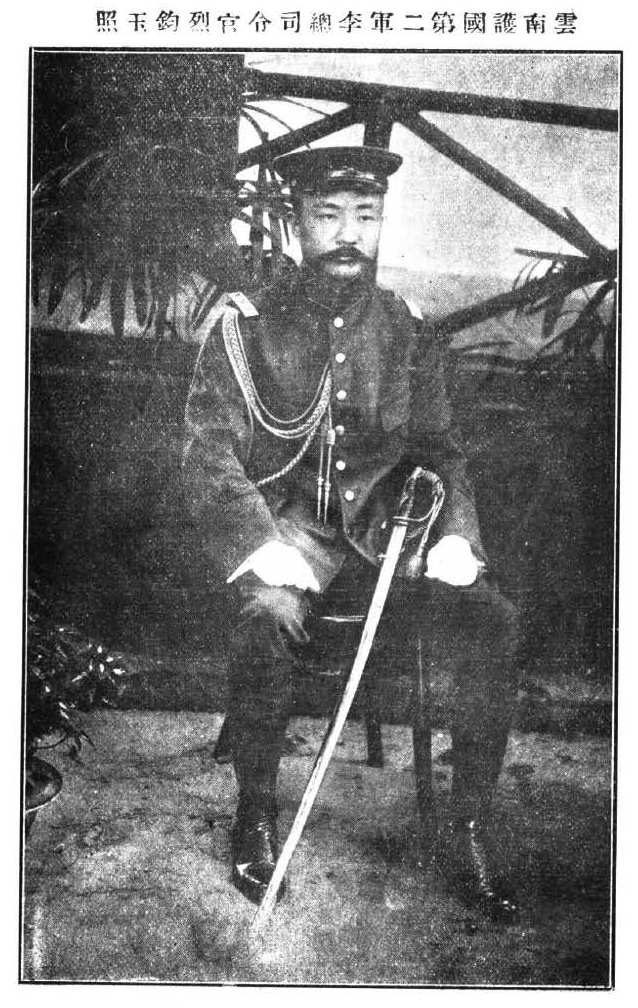

1911年（宣統3年）10月17日，为呼应武昌起義，李烈鈞应江西省的革命派的邀请而回到江西。10月23日，李烈鈞被推举为九江軍政分府的总参謀長。李烈鈞派出林森、吴铁城成功劝说北洋海军主要舰艇宣布起义，李烈鈞遂被推举为九江海陆军总司令。1月，李烈鈞应安徽省革命派之邀，派团长黄焕章率领两个营光复了安徽省省会安庆。結果黄焕章军纪废弛，李烈鈞亲自率军赴安庆处理，被推戴为安徽都督。11月下旬，遭到北軍包围陷入困境的武昌的黎元洪请求援助。李烈鈞救援黎元洪成功，并被任命为五省聯軍总司令兼中央軍总司令。
1912年（民国元年），江西省議会选举李烈鈞为江西都督，华南师范大学和湖南师范大学的论文称李烈钧在江西一带实行政治和经济改革，整顿财政、选派留学生出国、并捉捕了彭木香等匪徒。
民国2年（1913年）5月，李烈鈞同湖南都督譚延闿、安徽都督柏文蔚、广東都督胡漢民联名致电袁世凱，反对善後大借款。6月9日，袁世凱下令將李烈鈞免職，10日，李遵令離職，15日，離開江西，19日，抵上海。7月8日，李烈鈞潛回江西湖口，12日，宣佈江西獨立，但在段芝貴和湯薌銘陸海夾攻下，25日，湖口失守，北軍進迫南昌。8月18日，南昌亦被佔領，李烈鈞敗局已定。9月17日，李烈鈞逃抵日本。其後，李烈鈞赴欧洲和亚洲各国游历。

### 護国战争、護法战争

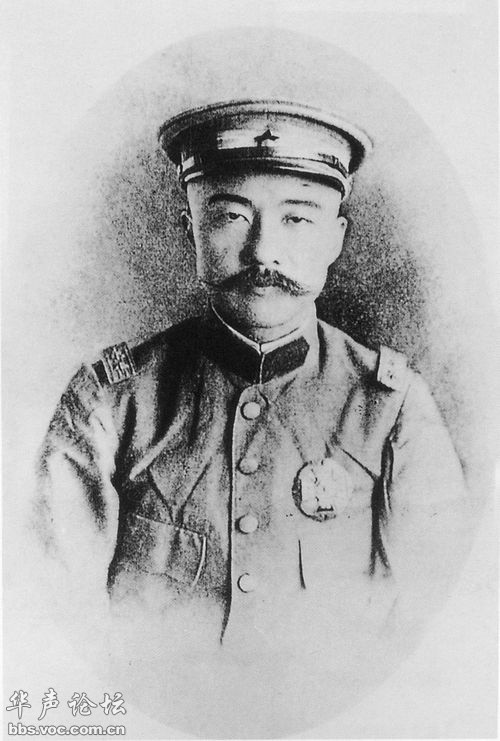
李烈鈞

1915年（民国4年），李烈钧加入中華革命党。同年12月，奉孫文的指示赴雲南省开始争取西南各省都督的活动，乃经越南赴云南。当時云南将軍唐继尧以及前云南都督蔡鍔策划发动反袁世凱的護国战争，李烈钧参与筹划。12月25日，李烈钧任護国軍第2軍总司令（第1軍总司令为蔡鍔，第3軍总司令为唐继尧），领军至贵州省，防備桂、粵军从旁侧击。1916年（民国5年）3月15日，广西将軍陸荣廷宣言独立，支持护国軍讨袁，李烈钧即向东入粵。4月6日，广东将軍龙济光亦以广东独立，滇、黔、桂、粵四省遂于5月初成立军务院，李烈钧与龙济光、陸荣廷等多人担任抚军。稍后李烈钧奉两广都司令部令，从广东北上，进軍江西，不料龙济光竟于6月9日秘密取消独立，19日，李烈钧部与龙济光部在韶州开战。7月6日，黎元洪命令李烈钧到北京另有任用，龙济光改任督办两广矿务，但是两军沒有停火。8月11日，黎元洪嚴令停战，17日，李烈钧终遵令卸下军权，27日抵達肇慶。因黄兴、蔡锷先后谢世，设灵上海，11月下旬，李烈钧往上海弔祭黃、蔡二人，遂隐居当地。
1917年（民国6年）6月上旬，李烈鈞見安徽、河北等省獨立，兵臨北京，脅迫總統黎元洪解散國會，便從上海往廣州，與陳炯明、陳炳焜等商議北伐。8月下旬，中華民國軍政府在廣州成立，大元帥孫文於9月11日任命李烈鈞為軍政府参謀總長。10月，護法战争開始。因龍濟光於去年（1917年）年底從瓊州舉兵犯粵，1918年3月李烈鈞親任討龍軍總指揮，統領滇粵聯軍圍勦龍濟光。1919年（民国8年）10月，孫文在上海将中華革命党改组为中国国民党，李烈鈞被任命为代理大元帥，负责管理广州的事務。1920年（民国9年）12月，孫文为北伐而设立大本营，李烈鈞任大本营总参謀長。1922年2月3日，孙中山在桂林以大元帅的名义发出北伐动员令，任命李烈钧为北伐军第一路总司令，率滇军、黔军、赣军自桂林出发进攻江西，兼取鄂东；任命许崇智为北伐军第二路总司令，率粤军并联合湘军自桂林出发，经岳州进攻武汉。 

### 中国国民党成立以後

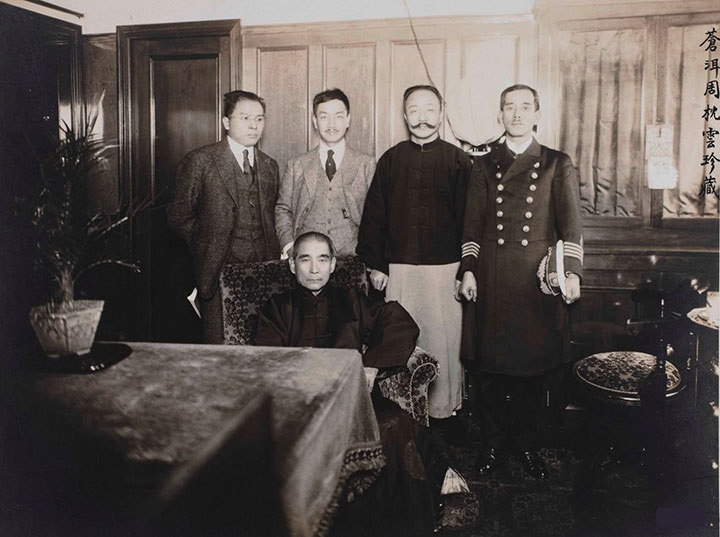
1924年11月，孙中山（坐者）与、孙科（后排左一）、戴季陶（后排左二）李烈钧（后排左三）在“上海丸”轮船上的合影

1924年（民国13年）1月，李烈钧参加中国国民党第一次全国代表大会，并当选中央執行委員。1925年（民国14年），孫文逝世；应冯玉祥之邀，李烈钧任国民军总参议，指导国民军同奉军作战。后来，李烈钧对謝持、鄒魯等西山会議派的反共路線表示支持。
1927年（民国16年）4月，蒋中正在南京成立国民政府，李烈钧支持并参加，任国民政府常務委員兼軍事委員会常務委員。同年8月，蒋中正一度下野，北京政府方面的孫传芳趁机偷襲南京，李烈钧坐镇南京，联络指挥国民政府方面的諸軍击败了孫传芳。李烈钧还参加了宁汉战争。1927年9月宁汉合流，中国国民党宁、汉、沪各方在一致赞同清党反共的基础上取得统一，组织了中央特别委员会，由三方各派六人参加，李烈钧是宁方代表之一。
1928年11月，李烈钧回武宁探家，筹建东大路（武宁县城到永修县涂家埠）、西大路（武宁县城至修水县城），因沿修江北上，故通称“修江路”，是武宁历史上的第一条公路。李烈钧亲任东路筑路分会主任，黄山亭担任西路筑路分会主任。1934年，该公路全线修通。

### 从抗日反蒋到支持蒋抗日

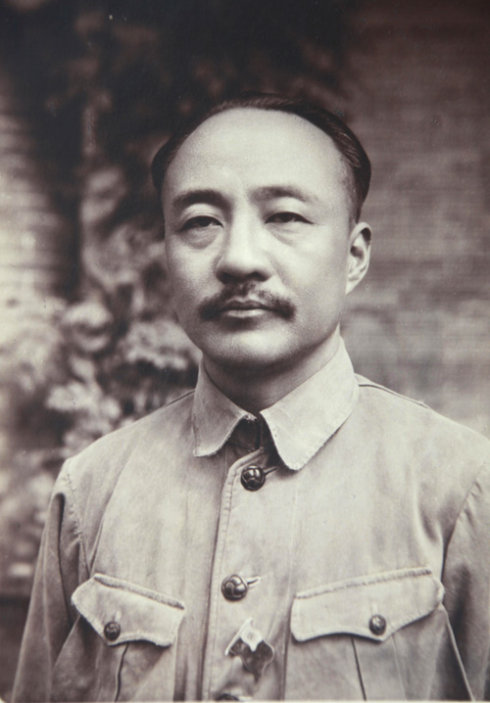

1928年后，李烈钧离开南京，在上海养病。1931年九一八事变爆发后，正寓居上海的李烈钧同反蒋人士如冯玉祥、徐谦、熊克武、程潜、柏文蔚、张之江、方振武、张知本、陈嘉佑等人来往密切。1931年10月19日，他在《与徐谦等向京粤和平会议的提案》中提出，应当“贯彻对日经济绝交”，“尊重国联条约与《凯洛格非战公约》”。但随后日军进攻锦州，李烈钧放弃了单纯依靠国联的想法，转而主张对日抵抗。 1932年9月30日，日本政府承认满洲国，李烈钧、程潜、柏文蔚、熊克武等致电国民党中央等，批评甚至怀疑国民政府。1932年12月15日，李烈钧致电蒋中正，建议蒋中正实现全民政治。
1932年12月25日，国民党四届三中全会闭幕，由于蒋中正在大会上对反蒋人士作出一定让步，李烈钧在大会闭幕后致信蒋中正称，“京沪盛传雅度，影响所及，昔之以公为非者，已不似前此之甚；而昔之以公为是者，更增其崇仰矣。”1932年底至1933年初，热河抗战及长城抗战先后爆发。1933年，他数次致电蒋中正，支持蒋领导抗日战争。隨著國民黨中央對日態度轉硬，他的立场已由抗日反蒋变为支持蒋介石领导抗日。

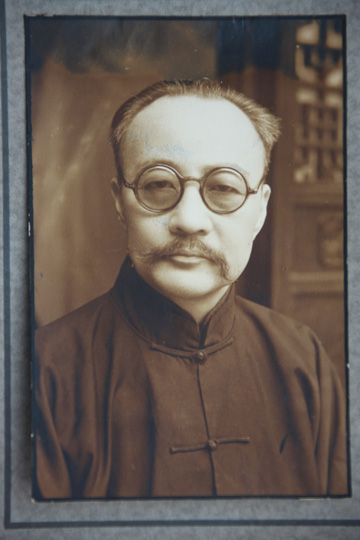
1940年李烈钧赠送郝鸿昌的照片

1937年（民国26年）2月的国民党五届三中全会上，李烈钧同宋庆龄、馮玉祥联名提出国共合作，共同抗日。
西安事变后，李烈钧被委派为审判张学良的高等军事法庭审判长。1937年七七事變爆发，李烈钧将身边达到服役年龄的五个儿子都送入军队，其中两个正在大学读书的儿子是中断学业参军。
抗戰勝利後約半年，李烈钧在1946年2月20日於重慶病逝，享年65岁（實歲满63歳）。1947年5月9日，国民政府明令国葬國民政府故委員李烈鈞:8351。中共中央发来唁电，并派周恩来、董必武亲往吊唁。

## 著作
李烈钧能文善诗，尤擅书法，庐山仙人洞所题“常乐我净”，石松之石上所题“纵览云飞”均是李烈钧的手笔。
李烈钧的著作有《孙大元帅戡乱记》、《李烈钧将军自传》、《李烈钧出巡记》、《李烈钧言论集》、《李烈钧、杨赓笙诗选》。

## 評價
章太炎《章炳麟對於南省四督之月旦》：「四督中最有才幹，且長於用兵，但學問不多，可惜！」南省四督指江西都督李烈鈞、廣東都督胡漢民、安徽都督柏文蔚、湖南都督譚延闓，四人于1913年5月共同反對善後大借款，章太炎即評於此事發生后。

## 家庭
李烈钧育有七子三女。
- 妻：华世琦
- 长子：李赣鵬
- 次子：李赣驹
- 三子：李赣熊
- 四子：李赣骥
- 五子：李赣骅
- 六女：李赣鷸
- 七子：李赣骕
- 八女：李赣鶴
- 九女：李贛𩢴
- 十子：李赣骝